# Joel e Abias
Joel e Abias eram dois filhos do profeta Samuel que julgaram Israel. Joel e seu irmão mais novo Abias, foram feitos juízes em Berseba quando Samuel era velho e não podia mais fazer suas atividades habituais. Eles desonraram seu cargo aceitando subornos e pervertendo o julgamento; e seus delitos fizeram com que Samuel nomeasse um rei sobre os israelitas a pedido do povo. Os talmudistas têm diferentes opiniões em relação aos pecados desses dois juízes.
Em I Crônicas 6:28, o texto massorético e certas traduções está escrito que “Vasni” era o filho mais velho de Samuel. No entanto, a maioria dos peritos concordam que “Joel” era o que constava do hebraico original, leitura retida pela Peshitta siríaca e pela edição lagardiana da Septuaginta. O filho de Joel, Hemã, era poeta nos dias do rei Davi.

## Na literatura rabínica
Alguns rabinos tentam inocentar Joel e Abias em parte das acusações contra eles mencionadas em 1 Samuel 8:2-3. O rabino Aquiba sustenta que a ofensa dos filhos de Samuel consistiu na maneira imprudente e orgulhosa com que eles se apropriaram do que era deles por direito, ou em exigir mais do que lhes era devido. Outros chegam a declarar que sua única ofensa consistiu no fato de que, ao contrário de seu pai, eles não viajaram pelo país para verificar seu estado, mas se estabeleceram em um lugar cercando-se de uma corte real e deixando o povo para ser explorado por funcionários. Outros afirmam que Joel e Abias eram maus, mas posteriormente melhoraram a tal ponto que foram considerados dignos de profecia. Por outro lado, Pseudo-Jerônimo, sem dúvida seguindo a tradição judaica, declara que Abias era o único pecador, mas que seu irmão era culpado porque não havia se esforçado para melhorar Abias.